# Procédure en fixation de valeur locative
Le bail commercial étudié en cet article, concerne exclusivement celui qui a été conclu ou renouvelé depuis le 1er septembre 2014, en application du décret du 3 novembre 2014 répertorié sous l'identifiant européen de la législation (ELI). 
En application de l'article R145-23 : « Les contestations relatives à la fixation du prix du bail révisé ou renouvelé sont portées, quel que soit le montant du loyer, devant le président du tribunal judiciaire ou le juge qui le remplace. Il est statué sur mémoire. ». Depuis le 1er janvier 2020, en matière civile, l’Avocat est obligatoire pour les baux commerciaux dont les contestations relatives à la fixation du prix du bail révisé ou renouvelé.  
En cette matière, les parties sont donc tenues de constituer Avocat devant le tribunal judiciaire. Ce principe a été fixé par l'article 4 du décret n° 2019-1333 du 11 décembre 2019 réformant la procédure civile. On parle d'une procédure sur mémoire puisqu'en effet, le magistrat spécialisé a une compétence qui se limite à la fixation du loyer, il est donc incompétent pour statuer sur une contestation portant sur le principe même du renouvellement ou pour trancher une contestation relative à la date de renouvellement du bail.    
Les litiges nés de l'application des articles L145-34 et L145-38 du code de commerce ainsi que ceux relatifs aux charges et aux travaux peuvent être soumis à une commission départementale de conciliation composée de bailleurs et de locataires en nombre égal et de personnes qualifiées.  

## Commission de conciliation
La commission s'efforce de concilier les parties et rend un avis. Les membres de la commission nommés au titre des personnes qualifiées ne peuvent être ni bailleurs ni locataires d'immeubles ou de locaux à usage commercial, industriel ou artisanal. La Commission qui a pour rôle de concilier les parties et de rendre un avis, se compose du même nombre de bailleurs et de locataires, et de personnes qualifiées. 
Lorsqu'un accord est intervenu entre les parties, il doit recevoir application sans que l'une d'elles puisse invoquer une action en fixation du loyer exercée postérieurement comme valant renonciation,. Cet accord, concernant le renouvellement du bail, suffit à lier les parties sans qu'il soit besoin d'autre formalité. Le bail d'origine est maintenu sans que la rédaction d'un nouveau bail soit nécessaire.
En l'absence d'accord, la commission doit donner un avis faisant apparaître les points essentiels du désaccord des parties et la proposition motivée de la commission concernant la variation du loyer. Cet avis, qui doit être signé par le président et le secrétaire, doit être aussitôt notifié à chacune des parties par lettre recommandée avec avis de réception. 

### Saisine
La commission de conciliation territorialement compétente est celle du lieu de situation de l'immeuble. Elle peut être saisie à tout moment par lettre recommandée avec avis de réception adressée au secrétariat. Les parties peuvent se faire représenter par un tiers spécialement habilité à cet effet ou par un avocat. Dans les deux cas, le mandataire ne pourra accepter une transaction que s'il bénéficie d'un pouvoir spécial. 
La Cour de cassation a décidé que la saisine de la commission n’était pas obligatoire si aucune partie ne la revendiquait, ce caractère facultatif a été confirmé désormais par la loi qui emploie, s’agissant des litiges, le verbe «peuvent» et non plus le verbe «sont» comme dans la précédente rédaction. Donc la compétence a été étendue mais la saisine devient facultative.

#### Domaine de compétence
Elle a donc vocation à connaître des litiges concernant :
- les motifs de déplafonnement visés à l’article L145-34 du code de commerce c’est-à-dire sur la modification d’un des quatre premiers éléments de la valeur locative ou sur la durée du bail expiré …qu’il s’agisse de la durée contractuelle du bail ou de sa tacite reconduction[10] ;
- le calcul du plafonnement et le choix des indices applicables ;
- la gradation du loyer déplafonné à raison de 10 % l’an (lissage) ;
- la révision dite triennale prévue à l’article L.145-38 Code de commerce, qu’il s’agisse du calcul du délai de trois ans, de l’appréciation des conditions du déplafonnement, du calcul du loyer plafonné et du choix de l’indice, du calcul de l’étalement à raison de 10 % l’an, ou du calcul de la valeur locative au regard notamment des investissements du preneur ;
- relatifs aux charges sont ceux portant notamment sur le paiement des charges, les sanctions à défaut de paiement, la définition contractuelle des charges récupérables, les calculs de répartition des charges, les comptes de liquidation de charges, et de façon extensive………….les impôts et taxes récupérables ;
- concernant les travaux, ils peuvent s’entendre de ceux réalisés par le bailleur ou la copropriété, dont le remboursement est demandé au locataire, ceux réalisés par le locataire     lui-même, avec ou sans autorisation du bailleur, ou bien des troubles causés par les travaux du bailleur, ou enfin  des travaux dont l’exécution est réclamée par le preneur au bailleur, tels des travaux de mise en conformité.

#### Domaine hors compétence
En revanche, elle n’est pas compétente pour les litiges concernant les questions : 
- qui ne relèvent pas des règles du plafonnement à raison de la nature du bien loué : le loyer des terrains[11], le loyer des locaux monovalents[12], et  le loyer des bureaux[13] ;
- qui concernent la qualification du bail au regard de ces régimes exclusifs du plafonnement : (la construction est-elle fixée au sol ? le local est-il monovalent ? le bail tous commerces va-t-il exclure la destination spécifique de bureaux….… la commission ne peut pas connaître de ce litige, sous peine de se prononcer sur un texte qui ne relève pas de sa compétence ;
- qui ne relèvent que de la détermination de la valeur locative ; en effet, la commission peut certes donner, à titre accessoire, son avis sur la valeur locative mais à la condition qu’elle soit saisie d'un litige portant sur l'application de l'article L145-34 du code de commerce : soit, les parties sont en accord sur le principe du déplafonnement, soit, le preneur invoque l'exception de la valeur locative inférieure au montant du loyer : l'entier litige n’intéresse ici que la détermination de la valeur locative, relevant exclusivement de l'article L145-33 du code de commerce ;
- relatives à la révision légale des loyers indexés prévue à l’article L145-39 du code de commerce ;
- relatives au dépôt de garantie.

### Procédure

#### Action
En cas de saisine, le juge des loyers est alors tenu de surseoir à statuer tant que l'avis de la commission n'est pas rendu ; à défaut d'avis dans un délai de trois mois et en l'absence de conciliation, la commission est automatiquement dessaisie et le juge peut statuer.  
En l'absence de saisine, la demande en justice (Juge des loyers ou Tribunal lorsque le litige concerne des charges ou des travaux),demeure recevable, le juge n'est pas tenu de surseoir à statuer, et il n'a même pas à rechercher d'office si la commission avait été consultée. 
Lorsque le défendeur, à la date des débats, n'a pas saisi la commission, il est réputé avoir renoncé à la phase de conciliation et la saisine de la commission par la partie défenderesse devra intervenir avant toute défense au fond, pour pouvoir être opposée au demandeur, ce afin d'éviter les manœuvres dilatoires. 

#### Prescription
La saisine de la commission départementale de conciliation, dans la mesure où elle ne constitue pas un préalable obligatoire, n'a pas d'effet interruptif de la prescription biennale prévue à l'article L145-60 du code de commerce,.

#### Décisions judiciaires
A titre d'exemples 
- Les locaux à usage de bureaux ne sont pas soumis aux règles du plafonnement et échappent par conséquent, pour les litiges relatifs au montant du prix du bail renouvelé, à la compétence de la commission de conciliation[18] ;
- La commission départementale de conciliation ne semble pouvoir se prononcer sur la valeur des locaux que dans la mesure où elle a admis le principe du déplafonnement ; mais elle devra indiquer les raisons qui l'ont poussée à rejeter ce déplafonnement[19] ;
- Le fait que l'avis de la commission ait été rendu postérieurement au jugement constitue une exception de procédure au sens de l'article 73 du code de procédure civile[20] ;
- La juridiction n'est pas tenue de surseoir à statuer sur la fixation du nouveau loyer si aucune partie n'a saisi la commission départementale de conciliation à la date des débats, alors même qu'elle aurait dû l'être[Jurisprudences 2].

## Président du tribunal judiciaire

### Règles de compétence
Il s'agit d'une compétence d'exception qui est donc d'interprétation stricte; ainsi, toute contestation aura pour conséquence le surseoir à statuer et le renvoi  du point litigieux devant le tribunal de grande instance.  
Le président du tribunal judiciaire pouvant aussi se dessaisir au bénéfice du tribunal de grande instance qui dispose d'une compétence accessoire sur la fixation du loyer. Le président du tribunal judiciaire est compétent pour fixer, en cas de désaccord des parties : 
- le loyer du bail renouvelé[note 6] ;
- l'action en révision triennale légale[note 7] ;
- la révision du loyer du bail assorti d'une clause d'échelle mobile[note 8] ;
- l'action en réajustement du loyer du bail principal, lorsque le sous-loyer est supérieur à celui de la location principale[note 9]

### Déroulement de la procédure
En application des articles R.145-23 à R.145-26 du code de commerce, la procédure en fixation du loyer des baux commerciaux est une procédure sur mémoires. Il résulte de l’article R145-26 du code de commerce que « les mémoires sont notifiés par chacune des parties à l'autre, par lettre recommandée avec demande d'avis de réception. 
Si ledit mémoire porte élection de domicile dans un cabinet d'avocats, la notification devra être faite à l'avocat.

#### Mémoire préalable
Il s’agit d’une spécificité liée au texte même de l’article L145-10 du code de commerce duquel on déduit que le Tribunal doit être saisi avant l’expiration du délai biennal et non simplement l’assignation signifiée à l’intérieur de ce délai.  
Ainsi, le premier mémoire, préalable à la saisine du juge et prévu à l’article R145-27 du code de commerce, est prescrit sous peine d’irrecevabilité de la saisine du juge. En application de l'article R145-9 code de commerce : « Les parties sont tenues de constituer avocat. Elles ne peuvent, ainsi que leur conseil, développer oralement, à l'audience, que les moyens et conclusions de leurs mémoires ». Ce mémoire préalable, donc antérieur à l’assignation n’est pas un acte de procédure, et en principe, il ne devrait pas interrompre la prescription.  
Cependant, aux termes de l’article 33 alinéa 2 du décret du 30 septembre 1953 (non codifié et non abrogé), la notification du mémoire, en ce compris le mémoire préalable, constitue une cause d’interruption de la prescription biennale prévue à l’article L145-60 du code de commerce, laquelle commence à courir à compter de la demande en révision ou bien de la date d’effet du congé ou de celle de la demande de renouvellement. 
A titre d'exemples  
- Le mémoire notifié par pli recommandé avec demande d'avis de réception et  remis à la bailleresse entraine que la notification, complétée par sa remise ultérieure à son destinataire, a interrompu le délai de prescription de l'action en fixation du prix du bail renouvelé[note 12],[Jurisprudences 3]:

L'interruption de la prescription fait courir un nouveau délai de deux ans dans lequel il conviendra d'assigner.

### Décisions judiciaires
A titre d'exemples  
- le juge des loyers, dans des procédures successives (opposant les mêmes parties pour les mêmes locaux) de révision du loyer, peut puiser des renseignements dans des expertises judiciaires précédentes[Jurisprudences 4] ;
- le juge des loyers n'est pas tenu d'ordonner une expertise[Jurisprudences 5] ;